# Aequorea tenuis
Aequorea tenuis är en nässeldjursart som först beskrevs av Agassiz 1862.  Aequorea tenuis ingår i släktet Aequorea och familjen Aequoreidae. Inga underarter finns listade i Catalogue of Life.